# Phymaspermum
Phymaspermum é um género botânico pertencente à família Asteraceae. É composto por 23 espécies descritas e desta 20 são aceites.
O género foi descrito por Christian Friedrich Lessing e publicado em Syn. Comp. 253. 1832. A espécie-tipo é Phymaspermum leptophyllum.
Trata-se de um género reconhecido pelo sistema de classificação filogenética Angiosperm Phylogeny Website. Segundo este sistema o género Brachymeris DC. é sinónimo de Phymaspermum

## Espécies
Segundo o The Plant List, as espécies aceites são:
- Phymaspermum acerosum (DC.) Källersjö
- Phymaspermum aciculare (E.Mey. ex Harv.) Benth. & Hook. ex B.D.Jacks
- Phymaspermum appressum Bolus
- Phymaspermum argenteum Brusse
- Phymaspermum athanasioides (S.Moore) Källersjö
- Phymaspermum bolusii (Hutch.) Källersjö
- Phymaspermum carnosulum Benth. & Hook.f.
- Phymaspermum equisetoides Thell.
- Phymaspermum erubescens (Hutch.) Källersjö
- Phymaspermum junceum Less.
- Phymaspermum leptophyllum (DC.) Benth. & Hook. ex B.D.Jacks.
- Phymaspermum montanum (Hutch.) Källersjö
- Phymaspermum parvifolium (DC.) Benth. & Hook.f.
- Phymaspermum peglerae (Hutch.) Källersjö
- Phymaspermum pinnatifidum (Oliv.) Källersjö
- Phymaspermum pubescens Kuntze
- Phymaspermum schroeteri Compton
- Phymaspermum scoparium (DC.) Källersjö
- Phymaspermum villosum (Hilliard) Källersjö
- Phymaspermum woodii (Thell.) Källersjö